# Angels of Distress
Angels of Distress — второй студийный альбом дум-метал-группы Shape of Despair, вышедший в 2001 году. Альбом издан в диджипаке и не содержит буклета.

## Список композиций
Музыка и лирика написана Ярно Саломаа в 1997 и 1998 году.
| №                   | Название                     | Длительность |
| ------------------- | ---------------------------- | ------------ |
| 1.                  | «Fallen»                     | 6:08         |
| 2.                  | «Angels of Distress»         | 9:41         |
| 3.                  | «Quiet These Paintings Are»  | 14:37        |
| 4.                  | «...to Live for My Death...» | 17:19        |
| 5.                  | «Night’s Dew»                | 6:59         |
| Общая длительность: | Общая длительность:          | 54:54        |

## Участники записи
- Ярно Саломаа[англ.] — ведущая гитара, синтезатор
- Паси Коскинен[англ.] — вокал
- Наталья Сафросскин — вокал
- Томи Уллгрен (фин. Tomi Ullgren) — бас-гитара, ритм-гитара
- Саму Руотсалайнен (фин. Samu Ruotsalainen) — ударные
- Тони Раехалме — скрипка